# Nancy Travis
Nancy Ann Travis (ur. 21 września 1961 w Nowym Jorku) – amerykańska aktorka filmowa i telewizyjna znana głównie z ról komediowych. Występowała również często na scenach teatralnych Nowego Jorku.

## Filmografia
- Harem (1986) jako Jessica Gray
- Trzech mężczyzn i dziecko (1987) jako Sylvia Bennington
- Poślubiona mafii (1988) jako Karen Lutnick
- Spisek ośmiu (1988) jako Lyria Williams
- Zwariowani detektywi (1990) jako Riva
- Trzech mężczyzn i mała dama (1990) jako Sylvia Bennington
- Wydział wewnętrzny (1990) jako Kathleen Avila
- Air America (1990) jako Corinne Landreaux
- Chaplin (1992) jako Joan Barry
- Odszedł bez słowa (1992) jako Cassie Slocombe
- Poślubiłem morderczynię (1993) jako Harriet Michaels
- Zaginiona bez śladu (1993; znany także pod tytułem Zniknięcie) jako Rita Baker
- Sknerus (1994) jako Robin Hunter
- Psim tropem do domu (1995) jako Carol Johnson
- Włącz się do gry (1995) jako Lucille
- Bogus, mój przyjaciel na niby (1996) jako Lorraine Franklin
- Jak pan może, panie doktorze? (1998-2004; serial TV) jako Christina Conner
- Gorączka wyborcza (2000) jako Jenny Pryce
- Podwójne życie (2000) jako Carol
- Czerwona Róża (2002) jako dr Joyce Reardon
- Stowarzyszenie wędrujących dżinsów (2005) jako Lydia Rodman
- Rozważni i romantyczni – Klub miłośników Jane Austen (2007) jako Cat
- Urwany film (2007) jako April
- Gotowe na wszystko (2010) jako dr Mary Wagner[1][2]
- Ostatni prawdziwy mężczyzna  (2011 - 2021) jako Vanessa Baxter